# Třída Emer
Třída Emer je třída bývalých oceánských hlídkových lodí irského námořnictva. Celkem byly postaveny tři jednotky této třídy, která vychází z hlídkové lodě LÉ Deirdre (P20). Dvě vyřazená plavidla zakoupila Libye, Malta a Nigérie.

## Stavba
Všechny tři jednotky postavila irská loděnice Verlome Dockyard v Corku.
Jednotky třídy Emer:
| Jméno            | Spuštěna | Vstup do služby    | Status                                                                               |
| ---------------- | -------- | ------------------ | ------------------------------------------------------------------------------------ |
| LÉ Emer (P21)    |          | 16. ledna 1978     | Prodána do Nigérie. Zařazena 19. února 2015 jako Prosperity (A497). Aktivní.         |
| LÉ Aoife (P22)   |          | 29. listopadu 1979 | Po vyřazení plavidlo získala Malta, jeho nové označení je P62.                       |
| LÉ Aisling (P23) |          | 21. května 1981    | Prodána do Libye. Zařazena 17. května 2018 jako Al-Karama. Vlajková loď námořnictva. |

## Konstrukce

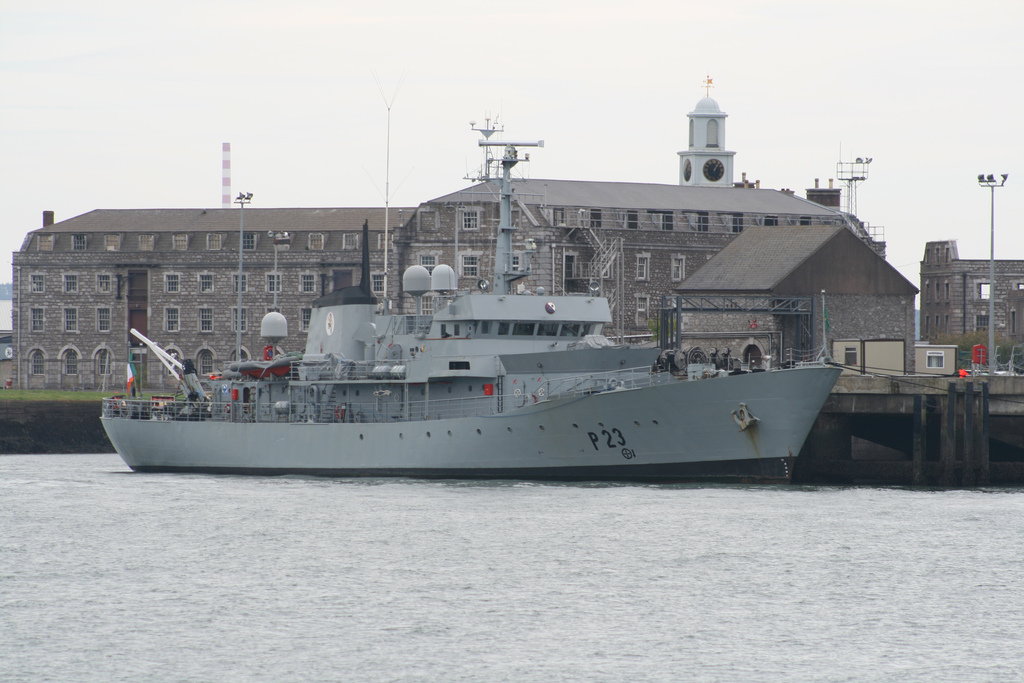
Aisling

Elektroniku tvoří radary Kelvin Hughes Mk.IV, Decca 1230 a sonar simrad. Výzbroj tvoří jeden 40mm kanón Bofors a dva 20mm kanóny Rheinmetall Rh 202. Osobní zbraně posádky tvoří pistole ráže 9 mm a kulomety ráže 7,62 mm. Pohonný systém tvoří dva diesely SEMT-Pielstick 6PA6 L280 o výkonu 48 000 hp. Lodní šrouby je jeden. Nejvyšší rychlost je 17 uzlů. Dosah je 6750 námořních mil při rychlosti 12 uzlů.

## Operační služba
Všechny tři jednotky byly opakovaně nasazeny při podpoře irských vojáků vyslaných do mírových misí OSN.